# Torpedo Moskau (Band)
Torpedo Moskau war eine Punkrock-Band aus Hamburg. Die Band existierte von 1983 bis 1986 und bestand aus Martin Witte (Gesang, Gitarre), Arne Wagner (Gesang, Bass) und Stephan Mahler (Gesang, Schlagzeug). Im Gegensatz zu anderen Hamburger Punkbands dieser Zeit spielten sie keinen Deutschpunk, sondern düsteren psychedelischen Sound, beeinflusst von amerikanischen Bands wie den Wipers. Sie gelten damit als Vertreter des Depro-Punk und waren somit Wegbereiter für andere deutsche Bands wie Angeschissen, Blumen am Arsch der Hölle und anderen. Mitglieder von Torpedo Moskau waren auch bei Slime, Napalm, Screamer, Das Moor, Bierspieler, C³i, Noise Annoys, Arm, Square the Circle, Witte XP und anderen Bands beteiligt.
Die Flensburger Band Turbostaat coverte auf ihrem 2003 erschienenen Album „Schwan“, den Titel „Trauertränen“ vom Torpedo Moskau-Album Malenkaja Rabota.

## Diskografie
- 1984: „Malenkaja Rabota“ (LP, Weird System 009)
- 1984: „Halts Maul“ und „Was wollt ihr“ auf „Keine Experimente II“ (Weird System 010)
- 1986: „Keine Zeit“, „Explosion“, „F.H.“ auf „U-Boats attack America“ (Weird System 020, nur in Amerika erschienen)
- 1987: „Alles geht weiter“ auf „Life is a Joke Vol. 2“ / auf der Doppel-LP Version zusätzlich noch „Explosion“ (Weird System 022)
- 1986: (?) Zwei Songs auf „Welthits aus Hamburg“, Musikkassette von Dioxin Tapes (mit Votzer von SS Ultrabrutal am Gesang)
- 1991: Zwei Songs auf „Slam Brigade Haifischbar“ (Weird System)